# Calomys lepidus
Calomys lepidus är en däggdjursart som först beskrevs av Thomas 1884.  Calomys lepidus ingår i släktet aftonmöss och familjen hamsterartade gnagare. IUCN kategoriserar arten globalt som livskraftig. Inga underarter finns listade.
Denna gnagare förekommer från Peru till norra Chile och norra Argentina. Den vistas i Anderna mellan 2600 och 5000 meter över havet. Habitatet utgörs av klippiga områden och bergsängar.